# فريدريك هانسن (لاعب جمباز فني)
فريدريك هانسن (بالدنماركية: Frederik Hansen)‏ هو لاعب جمباز فني دنماركي، ولد في 2 يوليو 1896، وتوفي في 2 سبتمبر 1962.

## وصلات خارجية
- فريدريك هانسن على موقع أوليمبيديا (الإنجليزية)